# Onsen geisha
Onsen geisha (温泉芸者) là thuật ngữ tiếng Nhật chỉ geisha làm việc trong các khu nghỉ mát hoặc onsen (suối nước nóng), được biết đến với truyền thống biểu diễn và phong cách giải trí, khác biệt đáng kể với các geisha làm việc ở các khu vực khác của Nhật Bản.

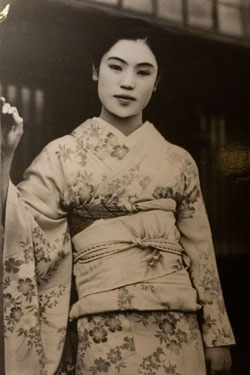
Onsen geisha Matsuei ở Yuzawa, Niigata, người mà Kawabata Yasunari dựa vào một trong những nhân vật chính trong cuốn tiểu thuyết Xứ tuyết năm 1934 của ông.

Trong lịch sử, thuật ngữ "onsen geisha" chủ yếu mang ý nghĩa tiêu cực với hoạt động mại dâm và đồng nghĩa với "công nhân tình dục" vì một số lý do, mặc dù mại dâm ở Nhật Bản bị coi là bất hợp pháp vào những năm 1950.
Bất chấp ý nghĩa của tiêu chuẩn nghệ thuật biểu diễn, các onsen geisha hiện đại được đào tạo về nghệ thuật giống như các geisha từ các vùng khác của Nhật Bản.